# Leandra caquetana
Leandra caquetana är en tvåhjärtbladig växtart som beskrevs av Thomas Archibald Sprague. Leandra caquetana ingår i släktet Leandra och familjen Melastomataceae. Inga underarter finns listade i Catalogue of Life.